# Miguel Llanes Hurtado
Miguel Llanes Hurtado (ur. 5 października 1978 w Don Benito) – hiszpański szachista, arcymistrz od 2008 roku.

## Kariera szachowa
W 1994 r. wystąpił w mistrzostwach świata juniorów do lat 16 w Szeged oraz zadebiutował w finale indywidualnych mistrzostw Hiszpanii. Przez kolejnych 10 lat nie osiągnął żadnych międzynarodowych sukcesów. Na liście rankingowej FIDE w dniu 1 kwietnia 2004 r. miał zaledwie 2299 punktów (co odpowiada sile gry mistrza FIDE), jednakże w ciągu zaledwie pół roku przekroczył poziom 2400 punktów (ranking w dniu 1 października 2004 r. – 2431 punktów), co jest rzadko spotykanym osiągnięciem. W tym okresie zwyciężył m.in. w kołowym turnieju w San Sebastian. Kolejne sukcesy odniósł w 2005 r., zajmując I m. (wspólnie z Gieorgijem Timoszenko) w Don Benito oraz dzieląc II m. (za Manuelem Rivasem Pastorem, wspólnie z m.in. Juanem Mario Gomezem Estebanem, Salvadorem Gabrielem Del Río Angelisem i Jose Luisem Fernandezem Garcią) w otwartych mistrzostwach kraju. W drugiej połowie 2007 r. w ciągu zaledwie 10 tygodni wypełnił trzy arcymistrzowskie normy i 1 stycznia 2008 r., po przekroczeniu poziomu 2500 punktów, otrzymał ten tytuł.
Najwyższy ranking w dotychczasowej karierze osiągnął 1 lipca 2008 r., z wynikiem 2509 punktów zajmował wówczas 17. miejsce wśród hiszpańskich szachistów.